# Skoda (film)
|  | Denne artikel er oprettet af botten Steenthbot ud fra en ekstern database. Den kan derfor have sproglige fejl eller mangler. Denne skabelon kan fjernes efter kontrol af indholdet. |

 For alternative betydninger, se Skoda. (Se også artikler, som begynder med Skoda)
Skoda er en dansk kortfilm fra 2001 instrueret af Anders Gustafsson og efter manuskript af Hans Gunnarsson og Anders Gustafsson.

## Handling
Tor elsker sin kæreste Jessica, men selv er han gået i stå. Deres parforhold har bestemt set bedre dage, og med Jessicas investering i en nedslidt Skoda bliver livet ikke nemmere. Da hun fravælger at tilbringe sin eneste ferieuge med Tor for at tage på selvudviklingskursus med jyden Per, ser den ellers handlingslammede Tor ser sig nødsaget til at mande sig op. Men det er lettere sagt end gjort!

## Medvirkende
- Nicolaj Kopernikus, Tor
- Louise Mieritz, Jessica
- Kjeld Nørgaard, Jørgen
- Henning Jensen, Knud
- Nikolaj Dahl, Niels